# 漢摩拉比 (遊戲)
《漢摩拉比》是款以資源管理為中心的文字式戰略遊戲，由數位設備公司員工大衛·阿爾開發。遊戲共有十回合，玩家須扮演古巴比倫國王汉谟拉比管理工人、土地、穀物資源，並預算下個回合須花費多少糧食來種植作物、養活人民、購買額外土地，同時應對作物產量隨機變化和瘟疫等問題。遊戲靈感源於小學教師梅布爾·阿迪斯和程式員威廉·麥凱於1964年至1966年間合作開發的《蘇美爾遊戲》。
1964年，早期大型電腦遊戲《蘇美爾遊戲》面世。1968年，數位設備公司員工道格·戴門特以程式語言FOCAL重新建立《蘇美爾遊戲》，並把成品稱作《蘇美爾之王》。1971年左右，隸屬同一公司的大衛·阿爾根據戴門特的《蘇美爾之王》，利用程式語言BASIC創作了另一版本，並於1973年著作《101款BASIC電腦遊戲》上發表。1978年，該書重新出版，後來更成為有史以來最暢銷的電腦書籍。受惠於書籍和BASIC的流行，《漢摩拉比》相比原版遊戲更廣為人知。《漢摩拉比》影響了許多後來的策略和模擬遊戲，啟發了更複雜的經濟模擬遊戲，同時是城市建造遊戲的先驅。

## 玩法
《漢摩拉比》是款以資源管理為中心的文字式戰略遊戲，玩家扮演古巴比倫國王汉谟拉比，在十個回合（每回合代表一年）內管理工人、土地、大量穀物資源，同時輸入數字回答遊戲提出的問題。每個人可以耕種一定數量的土地來生產糧食；玩家須決定把多少糧食供食用和種植新的作物，一旦糧食不足，人們便會在下一回合死亡。另外，玩家在每回合可以利用糧食向鄰居購買或出售土地。每回合開始時，顧問都會說「漢摩拉比，容我向你報告」來向玩家說明城市現狀，包括前一年的收成和人口變化，然後是一系列關於要花多少蒲式耳糧食來播種、儲存、養活人民。:78-79:1-2
遊戲的變化是由隨機數決定，包括每回合糧食生產數量、因鼠患而損失的糧食、每年新居民數量，每回合土地價格則介乎於每英畝17至26蒲式耳。另外，每年或會發生瘟疫，此時人口將會減少一半。一般來說，遊戲會在十回合後結束，但如果城市居民悉數死亡或至少45%的居民在一回合中餓死，遊戲便會提早終止。開發人員在1973年版本中增添終局評估，並比較玩家與歷史上的統治者，例如「你的強硬表現有如尼祿和伊凡四世」。:78-79

## 開發
1962年，紐約州合作教育服務委員會與IBM研究人員就教育研究中應用電腦一事展開連串討論，最後向美國教育局申請資金開發適用於六年級學生的「經濟類遊戲」。1964年面世的早期大型電腦遊戲《蘇美爾遊戲》由當時任職小學教師的梅布爾·阿迪斯設計和編寫劇本，IBM程式員威廉·麥凱則負責程式設計。遊戲背景設於公元前3500年左右，玩家扮演蘇美爾拉格什的統治者。1966年，阿迪斯重寫並擴展了遊戲，並在其中穿插與幻燈片投影機圖像互相對應的錄音。

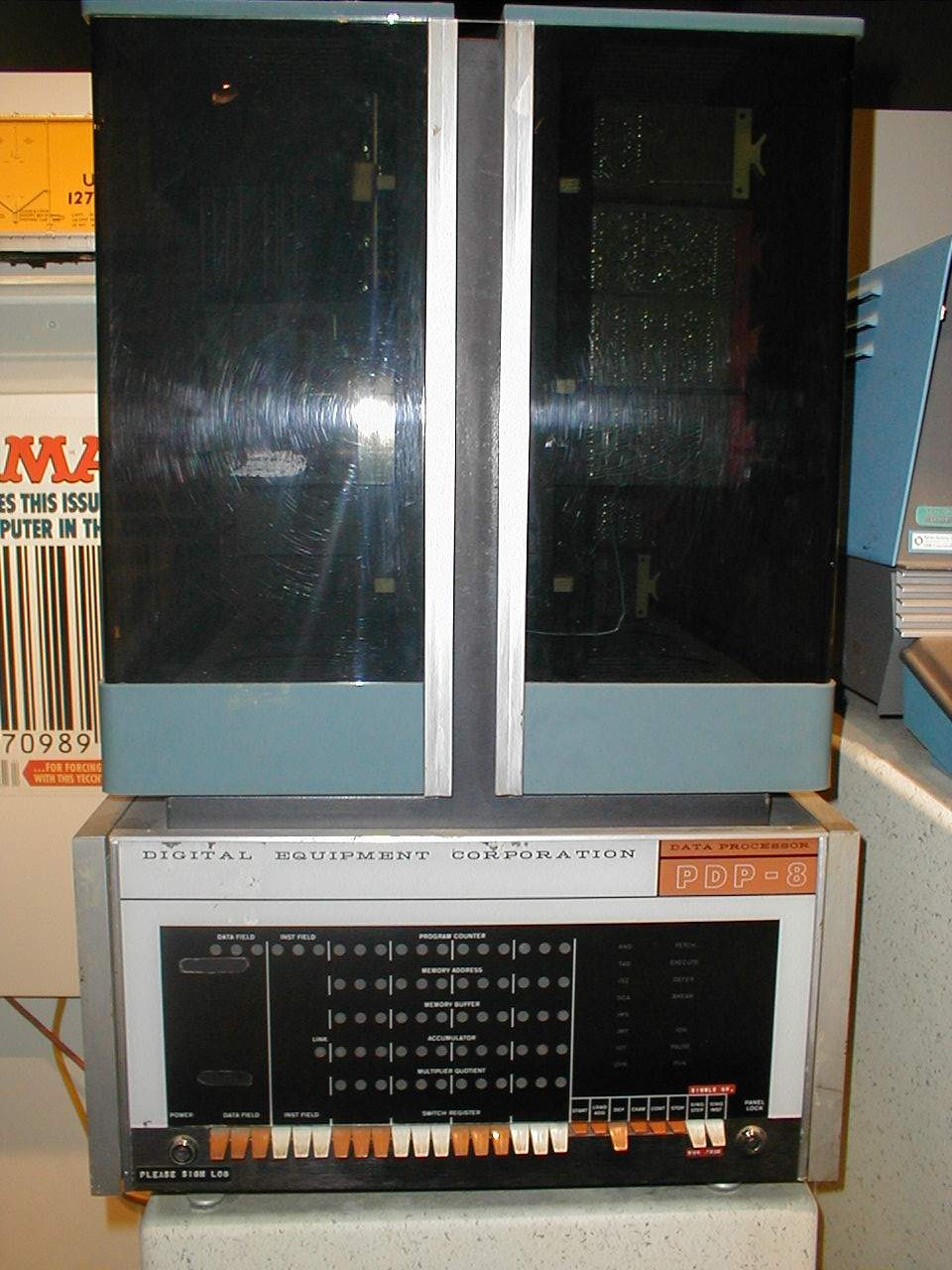
PDP-8小型计算机

1968年，數位設備公司員工理查德·麥瑞爾（Richard Merrill）發明了程式語言FOCAL:F-1。後來，同事道格·戴門特（Doug Dyment）於發表關於電腦教育的演講，並從參與者口中得知《蘇美爾遊戲》:F-1。戴門特決定以FOCAL重新創建《蘇美爾遊戲》，並為公司推出的PDP-8編寫程式:F-1。戴門特把成品稱作《蘇美爾之王》:F-1。遊戲有時會被誤認為是麥瑞爾在1969年開發，但數碼裝置電腦用戶協會在1969年及1973年出版的程式目錄中均稱戴門特是遊戲原開發者，然而協會也曾經重新命名它為《蘇美爾遊戲》（The Sumer Game）:F-1。
數碼裝置電腦用戶協會的程式目錄稱，「這是款在PDP-8迷你電腦上運行的模擬程式／遊戲，以現代「商業遊戲」方式模擬公元前3000年蘇美爾城市的經濟。」:F-1「商業模擬遊戲」是文字式商業管理模擬遊戲，自1958年起在等商學院使用的《管理遊戲》（The Management Game）便是其一例子:27。到了1961年，工業和大學教育中已應用了超過89款具有各種圖形功能的商業和經濟模擬遊戲。按照戴門特的說法，《蘇美爾之王》是「FOCAL-8代碼中最大的一塊，可以裝入4K機器，而且沒有空間容納任何額外字元」。因此，遊戲文本大多採用縮寫，包括將玩家控制的統治者巴比倫國王汉谟拉比（Hammurabi），拼寫為。
多位程序員編寫了各款《蘇美爾遊戲》延伸版本；科幻作家傑里·波奈爾在1989年回憶道：「我認識的人中有一半在1970年代編寫了漢摩拉比程序。對許多人而言，這是他們一生中首個編寫的程序。」數碼裝置電腦用戶協會於1973年程式目錄還列出了比利時程序員J·F·尚巴諾（J. F. Champarnaud）和F·H·博斯特姆（F. H. Bostem）以FOCAL-69編寫的法語版本:F-28，又於1978年目錄添加了詹姆斯·R·B·霍華德二世（James R. B. Howard II）和吉米·B·弗萊徹（Jimmie B. Fletcher）的《魯本》（Ruben），並形容它為具有附加功能的「《蘇美爾之王》修改版」:83。然而，遊戲法語版本儘管被列為《蘇美爾（法語）》，但由於當時已經發佈了另一版本遊戲，所以它自稱改編自《漢摩拉比》（即戴門特版的《蘇美爾遊戲》），而非原版《蘇美爾遊戲》:F-28。
1970年，數碼裝置公司員工大衛·阿爾在教育銷售部門工作，發現波士頓地區以外的客戶對使用FOCAL不感興趣。阿爾聘請了布魯克林程序員為PDP-8編寫BASIC版本。1971年左右，阿爾根據戴門特的《蘇美爾遊戲》，利用程式語言BASIC創作了另一版本，並於公司的教育通訊《Edu》上發表。新版本遊戲更名為《漢摩拉比》，並在遊戲結束時增加了績效評估:78-79。有別於FOCAL，BASIC在許多平台上均可使用。阿爾發布後不久，各款新版本亦在諸多平台上冒起。1973年，阿爾出版了《101款BASIC電腦遊戲》，介紹以BASIC編寫的遊戲，當中包含他自製的《漢摩拉比》。後來此書更登上暢銷榜，銷量超過十萬份，比當時世界上的電腦數量還要多。
1975年，微型计算机Altair 8800發布，不久之後Altair BASIC也面世。微型電腦革命隨之而來，而BASIC便成為了這些機器的標準語言。阿爾在此時重新出版了他的著作，更名為《BASIC電腦遊戲》，後來此書成為有史以來最暢銷的電腦書籍，售出超過一百萬冊。此書和BASIC的流行意味著阿爾的《漢摩拉比》相比較為晦澀的原版遊戲更廣為人知，1973年法國FOCAL版本認為「漢摩拉比」是更突出的名字就佐證了這點:F-28。
《BASIC電腦遊戲》指出《漢摩拉比》改編自某部遊戲，原版遊戲則是「在數碼裝置公司以FOCAL編寫」，但作者「不明」。另外，它又指出遊戲名稱原文本應是，但礙於檔案名稱8個字元的限制，加上阿爾遵循戴門特的誤拼，令他一直拼錯名字，導致外間普遍認為遊戲名稱是。:78-79

## 影響
《漢摩拉比》面世後，除了衍生了多個版本外，還促成一些模擬遊戲被當作核心遊戲的擴展而建立，當中包括李·施耐德（Lee Schneider）和托德·沃羅斯（Todd Voros）在1974年製作的《王國》，後來在1976年推出了擴展版《公國》:11。其他遊戲包括詹姆斯·A·史托勒（James A. Storer）的《國王》（1978年）:96和喬治·布蘭克（George Blank）的《聖帕拉維亞和菲奧馬喬》（1978年）。《聖帕拉維亞和菲奧馬喬》在《漢摩拉比》的基本結構中加入城市建設管理概念，使後者成為城市建造遊戲的前身，同時也是早期戰略遊戲。BBC Micro的歡迎帶和歡迎碟收錄了《漢摩拉比》轉換版本，更名為《黃河王國》。《漢摩拉比》也啟發了更複雜的經濟模擬遊戲。《穆勒》（1983年）和《阿那克里翁：重建4021》（1987年）是遊戲評論家認為與《漢摩拉比》相似的作品。

## 備註
1. ↑  译名取自《数字游戏设计史》（2021年）[1]。